# تشارلز ميرتون ميريل
تشارلز ميرتون ميريل (بالإنجليزية: Charles Merton Merrill)‏ هو قاضي ومحامي أمريكي، ولد في 11 ديسمبر 1907 في هونولولو في الولايات المتحدة، وتوفي في 29 مارس 1996.